# Hipposideros armiger
Hipposideros armiger — є одним з видів кажанів родини Hipposideridae.

## Поширення
Країни поширення: Камбоджа, Китай, Гонконг, Індія, Лаос, Малайзія, М'янма, Непал, Тайвань, Таїланд, В'єтнам. Був записаний на висотах від 1000 до 2031 м над рівнем моря. Це зазвичай низько літаючий вид, як правило, знайдений в гірських бамбукових лісах. Спочиває окремо або в колоніях по кілька осіб і розділяє сідала з іншими видами кажанів в підземних печерах, горищах будинків, верандах старих будинків, старих храмах. Розмножується один раз на рік і народжує двох малюків.

## Загрози та охорона
Цей вид перебуває під загрозою через вирубки лісу, як правило, внаслідок лісозаготівель і перетворення земель для сільськогосподарських цілей, від гірничодобувної діяльності та порушення печер. Зустрічається в охоронних районах по всьому ареалу.